# 아크로에디트
아크로에디트(AcroEdit)는 마이크로소프트 윈도용 텍스트 편집기로 프리웨어이다.
문법 강조, FTP 접속, 매크로, 정규식 치환 등 프로그래밍에 필요한 기능을 갖추고 있다.
한글 완성형, 조합형, 유니코드를 지원하며 DOS/UNIX/MAC 방식의 개행문자 처리가 가능하다.
문법강조 기능이 기본으로 제공되는 언어는 파스칼, C++, HTML, 자바, 비주얼베이직, PHP이다.